# 青二プロダクション
株式会社青二プロダクション（あおにプロダクション、英: Aoni Production Co.Ltd.）は、日本の声優事務所。略称は「青二プロ」「青二」。日本声優事業社協議会会員、日本音声製作者連盟正会員。

## 概要
東京俳優生活協同組合（俳協）のマネージャー（組合員）だった久保進（愛媛県出身、日本大学芸術学部演劇学科卒業）が、1969年（昭和44年）4月1日、日本で初の声優専門の芸能事務所として設立。1976年9月に有限会社から株式会社に改組。
名称の「青二」には以下の2つの意味が込められている。
- 1つは当初の本社所在地が東京都港区の「南青山2丁目」に在ったこと。
  - 現に、事務所の所在地は何度か移転したことが在るが、創業以来一貫して南青山2丁目圏内に所在していた[注 1]。
  - その後、2019年3月に初めて南青山二丁目から出て、現在の所在地である北青山3丁目に移転している[7]。会社のロゴデザインは、設立当時からのメンバーである声優の石原良が手がけた[8]。
- もう1つは「青二才」から採ったこと[8]。
  - 「青二才」という言葉には「未熟者」という意味が在り、「常に初心を忘れずに未熟者のつもりで日々精進する」といった想いが込められているとされる。

基本理念は、「優れた声優は優れた俳優でもある」。
日本芸能マネージメント事業者協会（設立時のメンバー）、日本商品化権協会などに加盟。
声優部門を維持し、ナレーションなどの他分野にも拡大・進出により、近年ではナレーター、アナウンサー、DJも所属。
創業の経緯は、久保進が東映動画（現：東映アニメーション）の仕事を中心にしていたため、その仕事中心の会社を設立したかったというもので、設立当初の1970年代より東映動画との関係が深く、1990年代半ばまで東映動画のアニメ作品に声をあてた声優の大半が、青二プロダクション所属声優で占められていた。東映動画作品の声の出演者のクレジットタイトルには、「協力：青二プロダクション」が必ずと言っていいほど表示されており、キャスティング業務を行っていた。しかし、1996年（平成8年）頃より、東映の関連プロダクションである東映マネージメント（2011年3月までは東映アカデミー）も東映アニメのキャスティングを行うようになったために、それ以降は青二プロの独占ではなくなった。なお、東映アニメ以外でも葦プロダクション、アニメーション・スタッフルーム、オフィス・アカデミー、ウエスト・ケープ・コーポレーション、国際映画社、日本サンライズ、スタジオぎゃろっぷ、スタジオコメット制作アニメのキャスティングを行っていたこともある。ゲームでは、コーエーテクモゲームス、日本ファルコム、任天堂、フライト・プラン製作のゲームに青二プロ所属声優が数多く声をあてている。
1979年夏に、16名のメンバーが離反して、青二プロは分裂。富田耕生を中心とした脱退組は、ぷろだくしょんバオバブを設立した。以降、青二プロがキャスティングする番組には、長がらくバオバブ所属声優が出演することはなかった。
1982年9月から、付属養成所として青二塾をオープン。
2007年、古市利雄が社長に就任。
2018年2月6日、創立から会長を務めていた久保が死去（82歳没）。
2019年3月18日、創立50周年。新スローガンとして、「生涯俳優宣言」を掲げる。本社所在地を東京都港区北青山の青山セント・シオンビルに移転した。
2020年4月1日、体制変更。竹内健次郎が社長に就任。前社長の古市利雄は、相談役として残る。
2023年4月1日、創立55年目に向けて、一般公募による声優・ナレーター発掘オーディションを開催する事を発表。声優の竹本英史と徳山靖彦が共作で考案したオリジナルキャラクターが一般公募で募集すると発表され「あおっきー」に決定した。

### 全日本美声女コンテスト
2013年、オスカープロモーション・青二プロダクション・博報堂の3社が共同で立ち上げた、「ブルーオスカープロジェクト」の一環で開催した声優発掘オーディション。2014年1月26日に受賞者を発表した。このオーディションで選ばれた数名は、オスカープロと青二プロの同時所属で活動している。このコンテストは1回目以降開催されていない。
太字は受賞者
| 名前       | 賞                       | 備考                                                                                    | -    |
| ---------- | ------------------------ | --------------------------------------------------------------------------------------- | ---- |
| 辻美優     | グランプリ               | アイドル（elfin'）                                                                      | No12 |
| 花房里枝   | 準グランプリ             | アイドル（elfin'）                                                                      | No11 |
| 高橋美衣   | 準グランプリ             | アイドル（elfin'）※2017年9月30日脱退 2021年4月1日付で「希水しお」に改名しBLACK SHIP所属 | No5  |
| 入江麻衣子 | ブルーオスカーニコニコ賞 | 声優、ピアニスト                                                                        | No8  |
| 吉村那奈美 | マルチメディア賞         | 声優                                                                                    | No6  |
| 金魚わかな | ファイナリスト           | 声優 2019年8月1日付で「美波わかな」に改名し響所属                                       | No9  |
| 奥谷楓     | ファイナリスト           | 声優                                                                                    | No10 |
| 大槻瞳     | ファイナリスト           | アナウンサー（長野朝日放送）                                                            | No4  |
| 山本杏奈   | ファイナリスト           | アイドル（=LOVE）                                                                       | No7  |
| 佐藤実季   | ファイナリスト           | 声優                                                                                    | No3  |

## 所属声優

### 男性
| あ行 - 会一太郎 - 青森伸 - 赤羽根健治 - 阿座上洋平 - 浅野良介 - 麻生智久 - 安立陽介 - 吾妻奎太 - 荒井聡太 - 新井良平 - 池水通洋 - 石川英郎 - 石原良 - 磯部弘 - 市川展丈 - 稲岡晃大 - 稲田徹 - 今川柊稀 - 今村直樹 - 岩井証夫 - 岩田光央 - 宇野翔真 - 江川央生 - 江原正士 - 遠藤武 - 太田真一郎 - 大場真人 - 岡本寛志 - 小川慎太郎 - 置鮎龍太郎 - 奥畑幸典 - 尾高慶安 - 織田優成 - 落合隼亮 - 落合福嗣 - 小野将夢 - 小野元春 - 小野坂昌也 | か行 - 掛川裕彦 - 風間信彦 - 粕谷雄太 - 片貝直生 - 蟹江俊介 - 金子英彦 - 金光祥浩 - 金本涼輔 - 神谷浩史 - 川島零士 - 河内孝博 - 川津泰彦 - 神奈延年 - 私市淳 - 岸尾だいすけ - 岸野幸正 - 北川米彦 - 橘内良平 - 桐本拓哉 - 銀河万丈 - 草尾毅 - 草野太一 - 倉本真人 - 纐纈大輝 - 神島正和 - 幸野善之 - 小林俊夫 - 小林通孝 - 五味洸一 - 近藤孝行 さ行 - 阪脩 - 坂井易直 - 阪口大助 - 坂口哲夫 - 坂田将吾 - 佐々千春 - 佐々木望 - 佐藤アサト - 佐藤正治 - 佐藤悠雅 - 佐藤佑暉 - 里内信夫 - 侍コータロー - 塩屋浩三 - 柴﨑祥 - 島﨑信長 - 島田敏 - 清水健佑 - 城岡祐介 - 菅沼久義 - 菅谷青玄 - 鈴木賢 - 園田翔 | た行 - 高塚正也 - 高戸靖広 - 高橋裕吾 - 高村保裕 - 竹内良太 - 竹田海渡 - 竹本英史 - 龍田直樹 - 田中啓太郎 - 田中秀幸 - 田中大文 - 田中亮一 - 田邊幸輔 - 谷昌樹 - 千葉俊哉 - 寺本勲 - 徳山靖彦 - 富岡佑介 な行 - 中井和哉 - 中尾良平 - 中根徹 - 中村光樹 - 滑川洋平 - 西脇保 - NEW YOUNG - 沼田祐介 - 根本幸多 - 野島健児 - 野島裕史 - 野田圭一 - 野辺シュウ - 乃村健次 は行 - 橋詰知久 - 長谷川禄 - 服部潤 - 服部想之介 - 服巻浩司 - 原夢樹 - 半田裕典 - 日向朔公 - 平井啓二 - 平野正人 - 広中雅志 - 深川和征 - 福原耕平 - 藤澤奨 - 藤本たかひろ - 古川登志夫 - 古谷徹 - 宝亀克寿 - 堀秀行 - 堀之紀 - 堀井真吾 - ボルケーノ太田 | ま行 - 増谷康紀 - 真地勇志 - 松風雅也 - 松原大典 - 松本考平 - 松山鷹志 - 真殿光昭 - 三浦祥朗 - 水野絢渡 - 緑川光 - 三野雄大 - 三宅淳一 - 宮坂俊蔵 - 宮崎寛務 - 宮園拓夢 - 宮本崇弘 - 森一丁 - 森岳志 - 森本太登 や行 - 八木沼凌 - 谷嶋駿温 - 山口太郎 - 山崎岳彦 - 山田真一 - 山本圭一郎 - 屋良有作 - 吉水孝宏 ら行 - 龍谷修武 わ行 - 渡辺武彦 |

### 女性
| あ行 - 相沢舞 - 芦田もえな - 新千恵子 - 厚地彩花 - 天希かのん - 安室志穂 - 有島モユ - 安西英美 - 伊倉一恵 - 石橋桃 - 一龍斎貞弥 - 一木千洋 - 伊藤かな恵 - 井上富美子 - 井上麻里奈 - 井上美紀 - 井上里奈 - 上田瞳 - 上村典子 - 鵜飼久美子 - 牛田裕子 - 内海安希子 - 宇津宮千穂 - 浦和めぐみ - 雨蘭咲木子 - 宇和川恵美 - 江森浩子 - 遠藤智佳 - 大久保舞子 - 大越多佳子 - 大空直美 - 大和田仁美 - 奥谷楓 - 小倉舞子 - 小平桃歌 か行 - かかずゆみ - 柿沼紫乃 - 陰山真寿美 - 笠原留美 - 春日さくら - 片石千春 - 角倉英里子 - 金子有希 - 鹿野優以 - 鎌田梢 - 川口桜 - 川口宰曜子 - 川口莉奈 - 川﨑万智 - 川島美菜子 - 川庄美雪 - 川名真知子 - 木村真悠 - 木村悠里 - 金月真美 - クリステル・チアリ - 桑島法子 - 國府田マリ子 - 高野麻里佳 - 香里有佐 - 後藤恵里菜 - 小松由佳 - 小松里歌 - 小山茉美 - 小山裕香 - 今野宏美 | さ行 - 斉木美帆 - 齋藤彩夏 - 斉藤貴美子 - 斎藤静江 - 斉藤佑圭 - 阪本久瑠実 - 佐倉綾音 - 佐々木愛 - 佐々木亜紀 - 笹木綾子 - 佐藤朱 - 佐藤智恵 - 沢城みゆき - 塩山由佳 - 鹿野潤 - 嶋方淳子 - 下地紫野 - 庄司宇芽香 - 白石涼子 - 白石毎 - 進藤尚美 - 杉山佳寿子 - 鈴木渢 - 鈴木麻里子 - 鈴木みのり - 須藤祐実 - 住友七絵 - 住友優子 - 関根有咲 - 外川大花 - 祖山桃子 た行 - 高木早苗 - 高島雅羅 - 高橋花林 - 高橋雛子 - 多岐川まり子 - 田口奏弥 - 竹田佳央里 - 立野香菜子 - 田中栄理奈 - 田中沙耶 - 田中真弓 - Chiko - 津賀有子 - 辻美優 - 津田美波 - 椿佑子 - 坪井章子 - 津村まこと - 鶴田真希 - 鶴野有紗 - 鉄炮塚葉子 - 寺瀬今日子 - 照井春佳 - 戸塚利絵 - 富沢美智恵 - 豊嶋真千子 - 頓宮恭子 | な行 - 中友子 - 中島千里 - 中村尚子 - 中山さら - 長江里加 - 長久友紀 - 夏目妃菜 - 成瀬朱 - 南場千絵子 - 二木静美 - 西川宏美 - 西田裕美 - 西原久美子 - 根本京里 - のぐちゆり - 野沢雅子 - 野中藍 - nona は行 - 萩森侚子 - 長谷川天音 - 羽田茉夏 - 花房里枝 - 花宮初奈 - 板東愛 - 疋田由香里 - 久川綾 - 日比愛子 - 平尾明香 - 平野文 - 広瀬ゆうき - 広津佑希子 - 広橋涼 - 藤井ゆきよ - 富士川碧砂 - 藤野とも子 - 藤巻恵理子 - 藤善みき - 古里紗希 - 堀江美都子 - 堀越真己 | ま行 - 前田愛 - 前田綾香 - 前田沙耶香 - 前田ちあき - 牧島有希 - 松嶌杏実 - 真仲莉央 - 摩味 - 丸口咲 - 満仲由紀子 - 三上枝織 - 水田わさび - 溝上真紀子 - 三田ゆう子 - 皆口裕子 - 宮川美保 - 元吉有希子 - 森下由樹子 や行 - 安井絵里 - 柳井久代 - 柳沢三千代 - 山口奈々 - 山口繭 - 山口由里子 - 山崎和佳奈 - 山下歩 - 山下恵理子 - 山下まみ - 山田京奈 - 山中まどか - 山根綺 - 山本悠有希 - 山本百合子 - 山盛由果 - 湯浅真由美 - 悠木碧 - ユリン千晶 - 羊宮妃那 - 吉川未来 - 吉村那奈美 ら行 - 劉セイラ - れいみ - レニー・ハート わ行 - 若山実祐希 - 和多田美咲 - 渡辺菜生子 - 渡辺美佐 - 渡辺友里江 |

### ジュニア所属
| あ行 - 茜さくら - 赤山一真 - 秋山実咲 - 朝日翠夏 - 石橋怜依 - 市村百衣 - 伊藤さよ子 - 稲垣なつ - 梅崎陸斗 - 梅沢寿希弥 - 梅澤貴大 - 大川陽之将 - 大我直輝 - 大谷祐喜 - 大平寛子 - 大槻丈一郎 - 岡本綾香 - 沖浩太 - 尾永歩睦 か行 - 神﨑錦 - 喜羽彩夏 - 木目田俊 - 工藤太一 - 久保彩瑛 - 黒澤英利空 - 黒田ひろき - 琴宮歩夢 - 小橋美憂 - 悟代武 | さ行 - 西園寺加栞 - 佐久間悠吏 - 桜羽夏澄 - 桜谷理子 - 島田一輝 - 清水紬 - 白石純 - 白石エリー - 末安廣平 - 杉山優斗 - 涼風海斗 - 炭谷勘吉 - 星砂なつみ た行 - 平隼哉 - 髙木彰良 - 高木尋 - 髙田和馬 - 高舘真凜 - 高橋星七 - 武田拓巳 - 田中風静 - 辻史人 - 徳永アキラ な行 - 中澤千祥 - 中西雷人 - 七蒼花梨 - 成松海悠 - 成瀬模香 | は行 - 蓮水のあ - 花咲侑 - 葉邉慧伍 - 林菜々子 - 林田龍弥 - 早瀬ゆり - 姫野春菜 - 藤井豪 - 藤本波花 - 冬野凜 - ほんとまこと ま行 - 増田健人 - 円くるみ - 丸毛夢佳 - 三上ゆうな - 水希凜 - 水谷悠 - 水原玲 - 蜜蜂ほのか - 水波美まりん - 水森拓海 - 芽方羊 - 森田勝也 | や行 - 八木駿之介 - 八木下理央 - 山崎真花 - 山崎まお - 横山冬悟 ら行 - 林藤さちこ |

## かつて所属していた声優
在籍中に死去した人物については公式サイトで「In Memoriam」枠で掲載されている。

## StarRise
StarRiseは、フィアレス、青二プロダクション、アークスインターナショナルによる合弁会社ALLXTRAZのアーティストマネジメント事業を行うブランドである。2024年4月から2025年3月まではバンダイナムコミュージックライブのブランドであった。

### タレント
- 浅井七海
- 坂倉花
- 磯部光志
- 星祐也
- 舞莉
- 増田千乃
- 優巴

### アーティスト
- Aya Emori
- LustQueen

### かつて所属していた声優
- 来栖りん（現所属：東京俳優生活協同組合）

## 青二ミュージアム"Voisphere"
創立30周年を記念して1998年8月から2003年3月まで新宿区細工町・牛込神楽坂駅付近にあった、神楽坂分室の1階を利用して設置された資料館。名前は「ヴォイスフィア」で、「声の殿堂」を意味するVoiceとSphereの造語。
所属声優の関連グッズショップとイベント会場を兼ねており、朗読会や所属声優のファンクラブのイベントが開催されたほか、2000年に放送されたラジオ番組「ここは大江戸神楽坂」（パーソナリティ：松野太紀と有島モユ、放送はラジオ関西）の収録はここで行われていた。青二塾を卒業したばかりのジュニアメンバーが日替わりで来店してトークショーを行っていたこともあった。
さまざまなグッズが企画・販売されたが、中でも人気声優の声を録音した目覚まし時計（製造はリズム時計工業）は目玉商品の一つだった。ミュージアムのイベントが開催される度に声優と台詞のバリエーションが増え、ミュージアムへ時計を持ち込んで別の声優の声と台詞を録音してもらって楽しむことができた。テレビ東京系「出没!アド街ック天国」の神楽坂の回でこの時計が紹介されていた。
入口に鎮座していた黒いマスコットキャラクター「アミュー」は来館者やファンから名称を公募、娯楽を意味する「アミューズ」（Amuse）と「あおにミュージアム」を掛け合わせて命名された。ミュージアム末期にはインターネットテレビ「マミタケじゃナイト」（パーソナリティ：草尾毅・金月真美）にも登場し、非公式ながら女性バージョンの「アミュ子」も設定されていた。

## 関連会社
- 青二塾（附属養成所）
- 青二企画[6]
- 青二音楽出版[6]
- 青二エンターテインメント[6] ※ 2019年8月31日付で青二プロダクションが吸収合併して解散[23]

## 音響制作作品
- あにゃまる探偵 キルミンずぅ
- 異国迷路のクロワーゼ The Animation
- エリア88（テレビ版）
- アンノウンアニメ
- 金色のコルダ〜primo passo〜
- 金色のコルダ〜secondo passo〜
- 流星レースターン
- GOD EATER プロモーションアニメ
- 戦場のヴァルキュリア
- それが声優!
- DEATH NOTE（サウンドチーム・ドンファンと共同）
- 秘密結社鷹の爪 カウントダウン（サウンドチーム・ドンファンと共同）
- 魔法遣いに大切なこと 〜夏のソラ〜
- けものフレンズ

ほか

### 青二企画名義
- ウルトラマンキッズ 母をたずねて3000万光年
- がきデカ
- カセット文庫ガンヘッド
- キテレツ大百科
- CDドラマコレクションズ 三國志
- ツヨシしっかりしなさい
- ドラゴンリーグ
- マドンナ
- まぼろしまぼちゃん
- BOYS BE…

ほか

## プロデュース公演
- 青二プロダクション30周年記念Voice to Festival2000
- Voice Fair2004
- Voice Fair2006
- Voice Fair2007
- Voice Fair2008

## 青二プロダクションから独立した声優事務所
- ぷろだくしょんバオバブ（1979年）
- 銀プロダクション（1997年）
- 紅屋25時（2000年 - 2002年）
- オフィスもり（2002年 - 2018年）
- アトゥプロダクション（2004年）